# الحركة الإسلامية الباكستانية

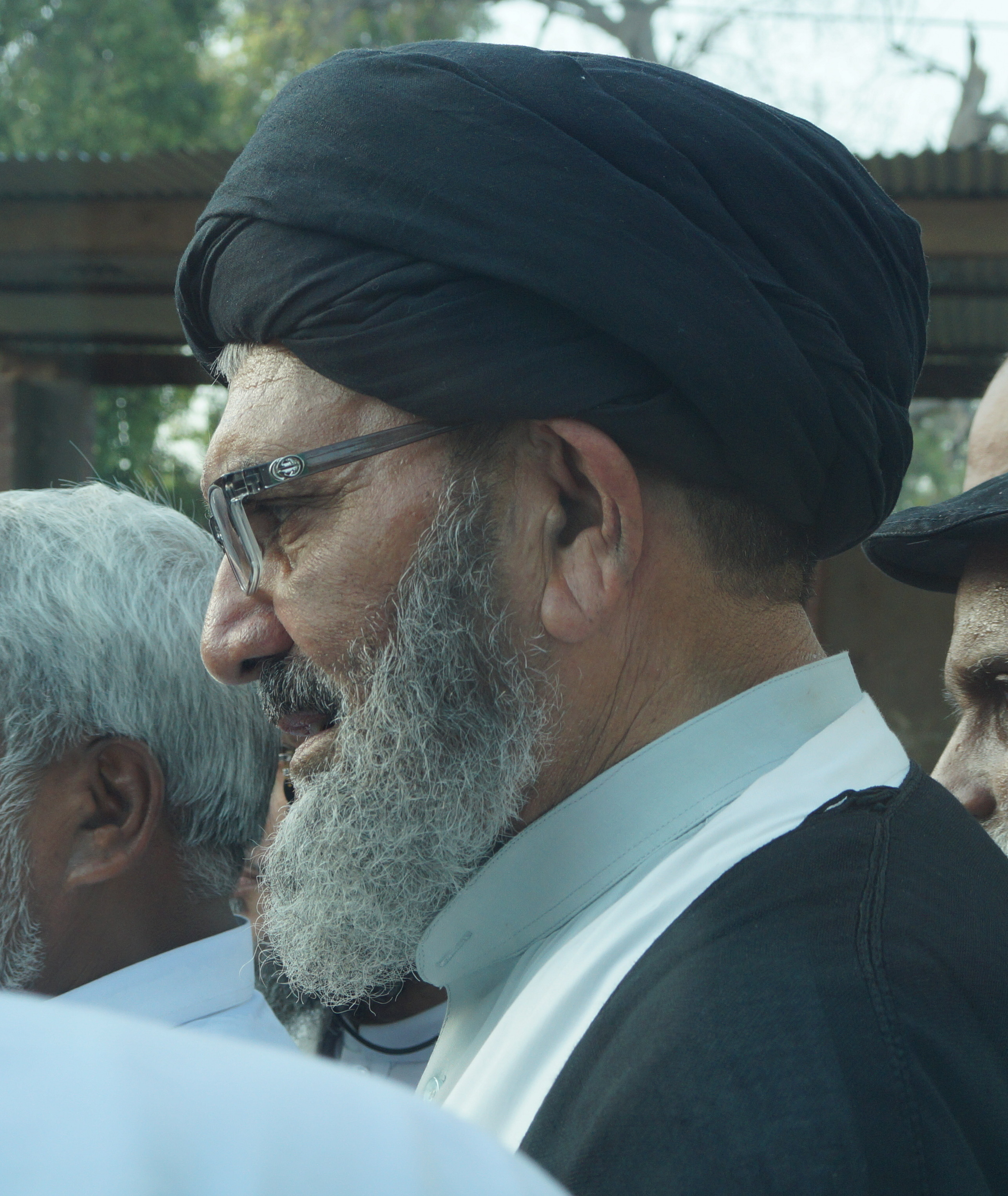
ساجد علي نقفي، رئيس الحركة الإسلامية الباكستانية

الحركة الإسلامية الباكستانية (الأردية: اسلامی تحریک پاکستان) هي حزب سياسي باكستاني أسسه سيد ساجد علي نقفي في عام 2012. رمز الحزب سيفان. يرتكز نشاط الحزب في الغالب في غلغت-بلتستان.

## التاريخ
تأسست الحركة في عام 2012. وشاركت في انتخابات جمعية غلغت-بلتستان لعام 2015. فاز الحزب بثلاثة مقاعد وكان ثاني أكبر حزب في غلغت-بلتستان قبل الرابطة الإسلامية الباكستانية (ن). كان زعيم المعارضة محمد شافي من الحركة. كما قدمت العديد من المرشحين لانتخابات جمعية غلغت-بلتستان لعام 2020.

## التاريخ الانتخابي

### انتخابات 2015
فازت الحركة الإسلامية بثلاثة مقاعد في الانتخابات وواحد مخصص للتكنوقراط. كان المقعد المحجوز للتكنوقراط هو محمد الشافي الذي أصبح زعيم المعارضة. أصبحت الحركة ثاني أكبر حزب في غلغت-بلتستان.

### انتخابات 2020
بالنسبة لانتخابات عام 2020، دخلت الحركة في شراكة مع حركة إنصاف الباكستانية، لكنها فشلت في الفوز بمقعد في جمعية غلغت-بلتستان.